# Protoceras
Protoceras is een geslacht van uitgestorven hoefdieren uit de familie Protoceratidae. Het geslacht omvat meerdere soorten die in het Oligoceen en Mioceen in Noord-Amerika leefden.

## Uiterlijk
Protoceras was een meter lang en seksueel dimorf; mannelijke dieren hadden drie paar beenknobbels, terwijl vrouwelijke dieren slechts één paar hadden op het achterste deel van de kop. Primitieve kenmerken waren naast de weinig ontwikkelde beenknobbels de aanwezigheid van bovenste snijtanden en vier tenen aan iedere voet in tegenstelling tot de gehoefde twee tenen aan iedere voet bij latere soorten.

## Fossielen
Fossielen van Protoceras gevonden in de Canadese provincie Saskatchewan en de Amerikaanse staten Wyoming, Nebraska, North Dakota en South Dakota.